# Puma Swede
Puma Swede, pseudonimo di Johanna Jussinniemi (Stoccolma, 13 settembre 1976), è un'ex attrice pornografica svedese.

## Biografia
Puma Swede è nata e cresciuta in Svezia dove lavorava in un negozio che vende computer. Essendo alta e di bell'aspetto entrò facilmente nel mondo della moda come modella. In seguito partecipò ad un concorso in bikini che vinse; a quel punto decise che avrebbe fatto foto erotiche soft (senza mostrare i genitali) con l'alias di Johanna. Lo fece per due anni, 2001-2002 poi nel 2003 si trasferì a Torrance, California, per alcuni servizi fotografici, che le fecero incrementare la sua popolarità. Ha iniziato la sua carriera di attrice pornografica nel 2005. Ha girato diverse scene MILF, soprattutto con porno attori di bassa statura, mettendo così in risalto la sua altezza, tipica del ruolo di donna nordica che spesso ha interpretato. Le sue migliori amiche sono le pornodive Nikki Benz e Sandee Westgate.
Il suo sito web rientra nel network di siti per adulti chiamato VNA Network (Vette Nation Army Network) che comprende 17 star: Vicky Vette, Sara Jay, Deauxma, Shanda Fay, Sophie Dee, Carmen Valentina, Charlee Chase, Gabby Quinteros, Bobby Eden, Sunny Lane, Angelina Castro, Puma Swede, Julia Ann, Nikki Benz, Siri, Trisha Uptown e Eva Lin.

## Vita privata
Fino al 2009 è stata sposata con l'attore pornografico inglese Keiran Lee.

## Filmografia parziale
- Diary of a MILF (2006)
- Naughty Office (2006)
- American Daydreams (2006)
- Diary of a MILF #2 (2007)
- Diary of a MILF #3 (2007)
- My First Sex Teacher (2007)
- Diary of a MILF #4 (2007)
- Diary of a MILF #5 (2008)
- I Want Some Black Dick
- Please bang my wife
- Up Her Asshole 3